# Kalte Herzen

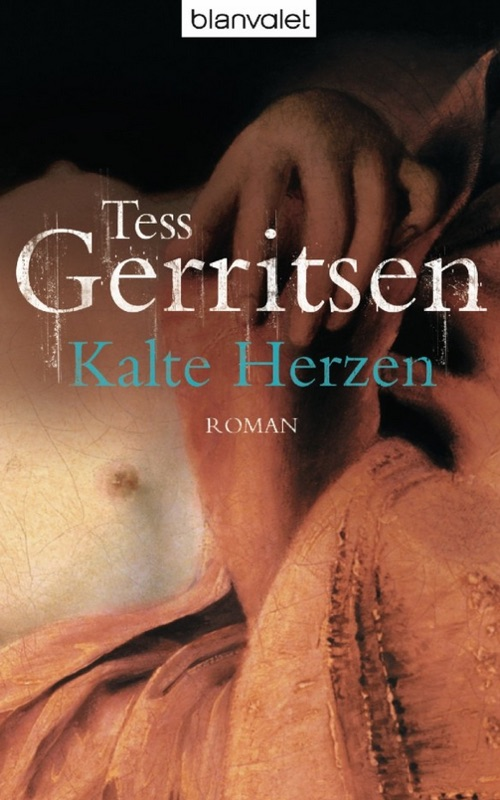
Cover

Kalte Herzen (engl.: Harvest) ist ein 1996 erschienener Roman aus dem Genre Medical Thriller der US-amerikanischen Schriftstellerin Tess Gerritsen. Er wurde von Kristian Lutze ins Deutsche Übersetzt.
Mit diesem Werk gelang Tess Gerritsen, die vorher ausschließlich romantische Romane verfasst hatte, der internationalen Durchbruch. Zentrales Thema ist der illegale Organhandel. Kritiker werfen der Autorin vor, die Story sei allzu sehr an den Erfolgsroman Coma von Robin Cook angelehnt, der 20 Jahre zuvor erschienen war.

## Handlung
Die junge Ärztin Dr. Abigail „Abby“ DiMatteo, die am renommierten Bostoner Bayside Hospital eine Ausbildung zur Chirurgin absolviert, trifft eine verhängnisvolle Entscheidung: Als Mitglied des Transplantationsteams sorgt sie mit ihrer Kollegin Dr. Vivian Chao dafür, dass ein mittelloser Jugendlicher, der 17-jährige Joshua O'Day, das Spenderherz empfängt, das eigentlich für Nina Voss, die Ehefrau des Industriellen Victor Voss gedacht war. Voss steht auf einer Liste der reichsten Amerikaner auf Platz 14 und versucht nun voller Hass, die Karriere DiMatteos zu zerstören. Voss lässt auch dann nicht von seinen Aktionen ab, als unvermutet ein weiteres passendes Spenderherz für seine Frau gefunden wird.
Die junge Ärztin wird zunehmend von aggressiven Rechtsanwälten in die Enge gedrängt, die sie wegen diverser angeblicher Vergehen verklagen wollen. Nebenbei entdeckt sie, dass mit der Herkunft des Spenderherzens etwas nicht stimmt. Es stammt offenbar von einem Jungen, dessen Name aber weder in den Unterlagen des Krankenhauses noch im landesweiten Computersystem aufgeführt ist. Kurz nach der erfolgreichen Operation von Nina Voss wird der Kardiologe Dr. Aaron Levi erhängt in einem leeren Krankenhauszimmer aufgefunden, wobei die Umstände seines Todes gegen einen Selbstmord sprechen. Wenige Tage später wird Mary Allen, eine alte Dame, die unheilbar an Krebs erkrankt ist, im Krankenhaus mit einer Überdosis Morphium ermordet. Aufgrund eines anonymen Hinweises, der allerdings sehr vage ist, wird Abby dafür verantwortlich gemacht. 
Nach und nach erkennt sie die schreckliche Wahrheit: Eine Verbrecherorganisation entführt russische Waisenkinder, um sie buchstäblich für den amerikanischen Markt auszuschlachten. Die Mitglieder ihres Transplantationsteams stehen offenbar alle auf der Gehaltsliste der Russenmafia. Dr. Abby DiMatteo ist bei ihrem Kampf ums eigene Überleben und um die Aufdeckung der Verbrechen auf sich alleine gestellt. Selbst ihrem Verlobten Dr. Mark Hodell, der in derselben Klinik arbeitet, kann sie nicht trauen.  